# Al Martino
Al Martino, ursprungligen Jasper Cini (några källor hävdar Alfred Cini), född 7 oktober 1927 i Philadelphia, Pennsylvania, död 13 oktober 2009, var en amerikansk sångare och skådespelare. Han var en populär crooner från 1950-talet till 1970-talet. Han är också känd för att ha spelat sångaren Johnny Fontane i Gudfadern (1972).
Martino (Cini) var son till italienska invandrare. Han påbörjade sin sångkarriär efter att ha tjänstgjort i flottan under andra världskriget, uppmuntrad av sin barndomsvän Mario Lanza. Martino fick en stor hit med listettan "Here in My Heart" 1952. Efter att maffian försökt ta kontrollen över hans karriär flyttade han till England men kunde återvända till USA i slutet av 1950-talet. Efter några mindre framgångsrika år fick han åter framgång 1963 med "I Love You Because". "Spanish Eyes" (1966) blev en internationell hit. Han sjöng också ledmotivet till filmen Hush...Hush, Sweet Charlotte (1964). Rollen och sångframträdandet i Gudfadern gav honom ny uppmärksamhet och senare hade han en hit med en discoversion av "Volare".

## Diskografi (urval)
Singlar (topp 50 på Billboard Hot 100)
- 1952 – "Here in My Heart" (#1)
- 1952 – "Take My Heart" (#12)
- 1953 – "Rachel" (#30)
- 1953 – "When You're Mine" (#27)
- 1959 – "I Can't Get You Out of My Heart" (#44)
- 1963 – "I Love You Because" (#3)
- 1963 – "Painted, Tainted Rose" (#15)
- 1963 – "Living A Lie" (#22)
- 1964 – "Tears and Roses" (#20)
- 1964 – "Always Together" (#33)
- 1964 – "We Could" (#41)
- 1966 – "Spanish Eyes" (#15)
- 1966 – "Think I'll Go Somewhere and Cry Myself To Sleep" (#30)
- 1967 – "Daddy's Little Girl" (#42)
- 1967 – "Mary in the Morning" (#27)
- 1975 – "To the Door of the Sun (Alle Porte del Sole)" (#17)
- 1976 – "Volare" (#33)
- 1978 – "The Next Hundred Years" (#49)